# کاخ‌باش
کاخ‌باش (به ترکی آذربایجانی: Qaxbaş) یک روستا در جمهوری آذربایجان است که در شهرستان قاخ واقع شده‌است. کاخ‌باش ۲٬۹۸۳ نفر جمعیت دارد.